# Alderney
Alderney (IPA: [ˈɔːldənɪ], franciául Aurigny, auregnais nyelven Aoeur'gny) kis sziget a La Manche-csatornában, a Csatorna-szigetek legészakibb tagja. Jogilag brit koronafüggőség. Tulajdonképpen Guernsey része, de teljes belső önkormányzata van. Utoljára 1987-ben módosított alkotmány értelmében saját választott elnöke és tanácsa van.
Nem volt tagja az Európai Uniónak.

## Alderney történelme
1066-ban a normannok hódították meg, azóta tartozik Angliához.
1300-ban francia kézre kerül a sziget.
1701-ben Anglia visszaszerzi Alderney-t.
1943-1945-ig német megszállás.
1948-ban belső önkormányzatot kap, majd 1987-ben elfogadják a sziget alkotmányát.

## Földrajz
A sziget 5 km hosszú és 2,5 km széles. Területe 8 km², így a Csatorna-szigetek harmadik legnagyobb tagja. A normandiai La Haguetól 16 km-re nyugatra, Guernseytől 32 km-re északkeletre, Anglia déli partjaitól pedig 97 km-re délre fekszik. Legmagasabb pont: 109 m. Enyhén dombos sziget. Éghajlata óceáni.(700-1000mm csapadék/év)

## Gazdaság
A szigeten búzát, kukoricát termeszenek, márványt bányásznak, illetve a feldolgozó ipart a konzervgyártás és a tejfeldolgozás képviseli. Az idegenforgalom és a bélyegkibocsátás is jelentős bevételi forrása a szigetnek.

## Népesség
Népesség: 2400 fő. A szigetet angolok és franciák lakják.

## Közlekedés
- Közutak hossza: 28 km
- Repülőterek száma: 1
- Kikötők száma: 1
- Vasútvonalak száma: 1 (hossza: 3 km)
- Gépjárművek száma: 110

## Oktatás
Iskolakötelezettség: 6-16 éves korig.
Felsőoktatás: nincs
Írástudás: 99%

## Galéria

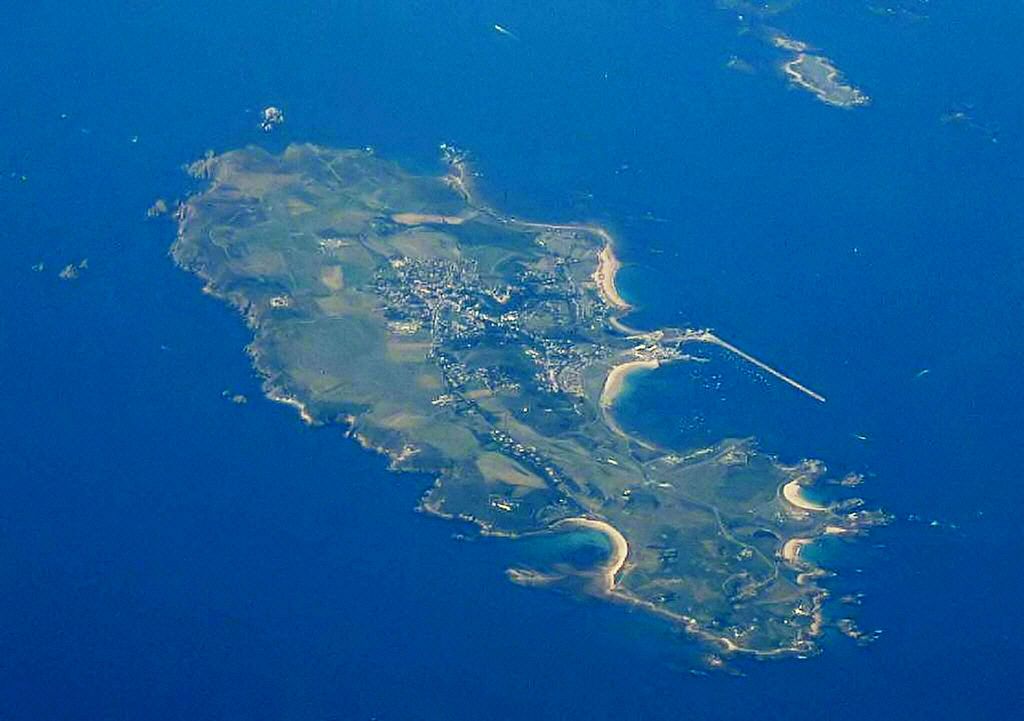
Légifotó a szigetről
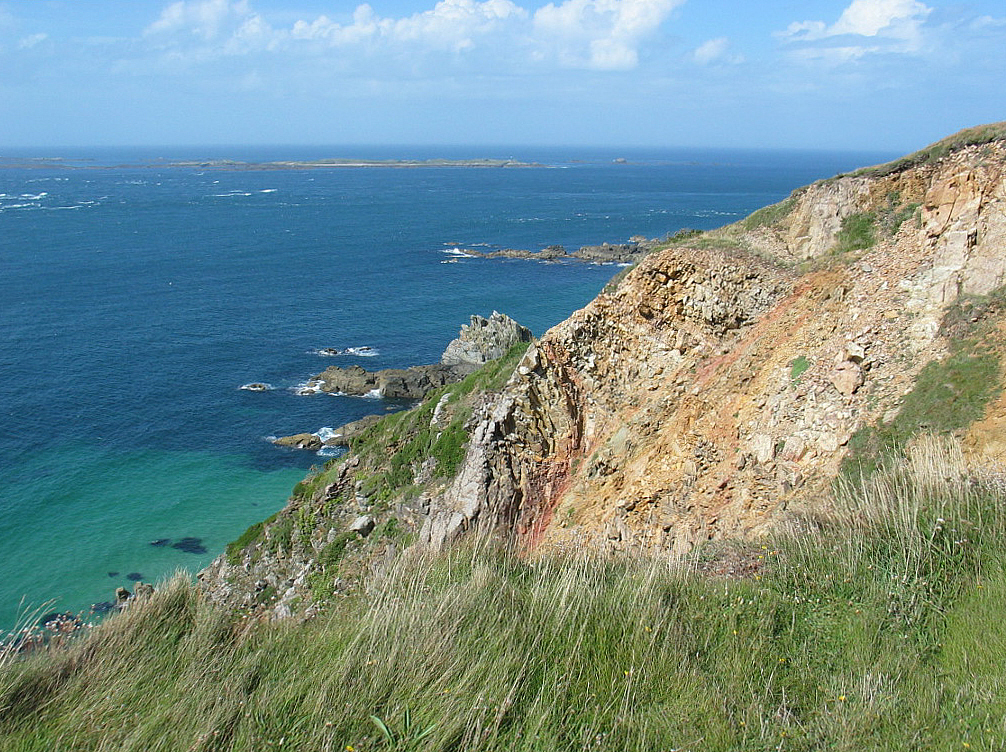
Meredek sziklafal a tengerparton
Világítótorony
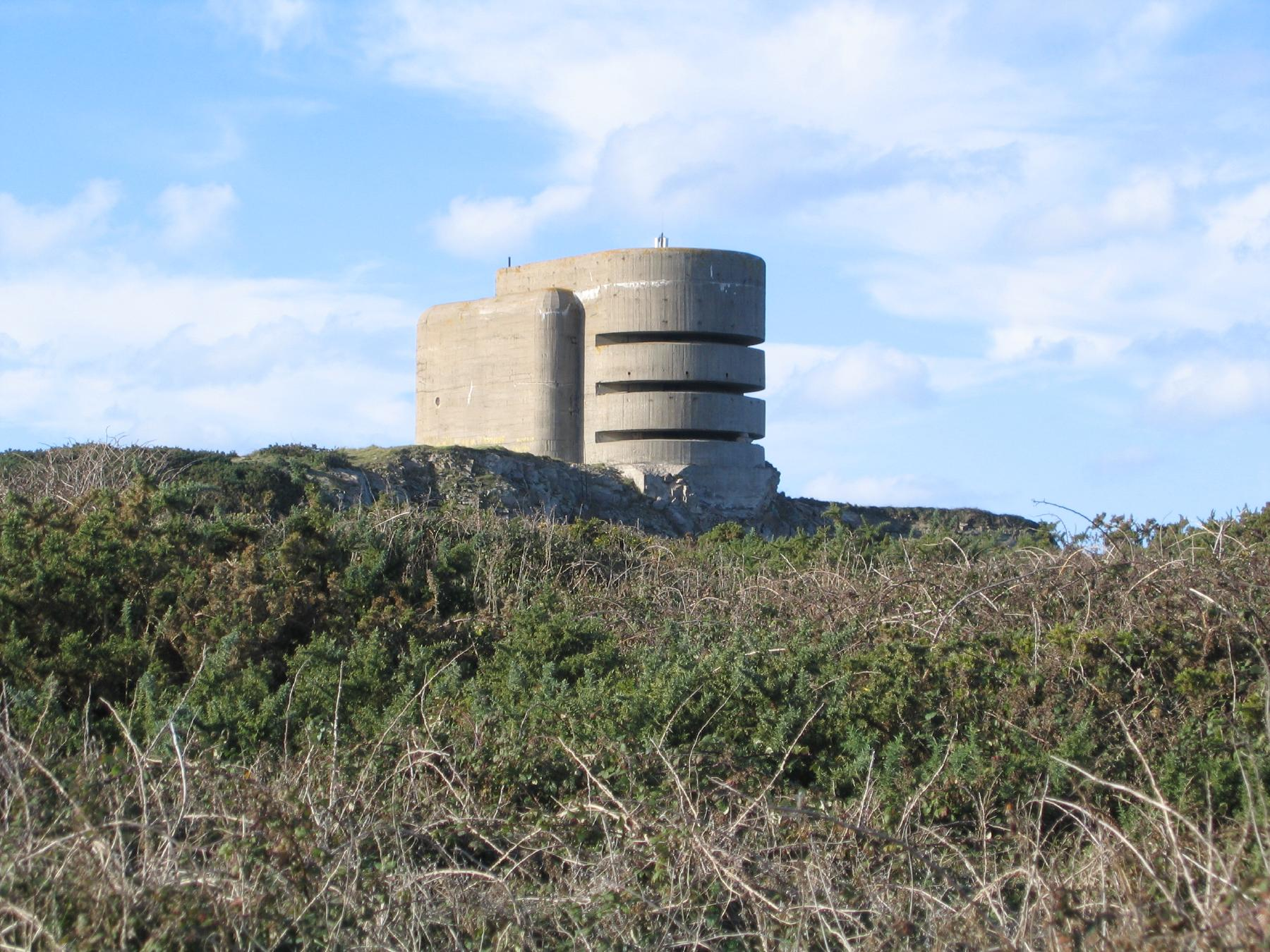
Egy II. világháborús bunker
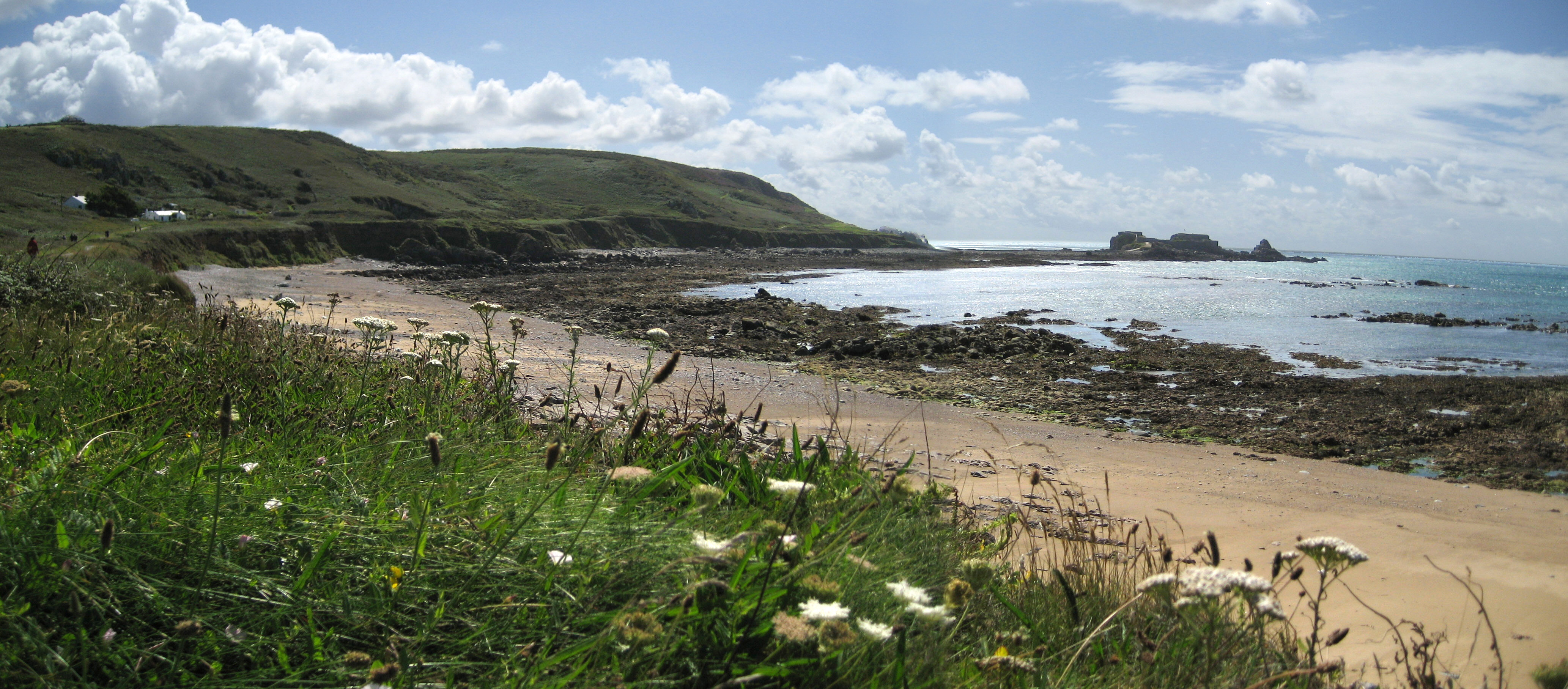
Az északnyugati tengerpart
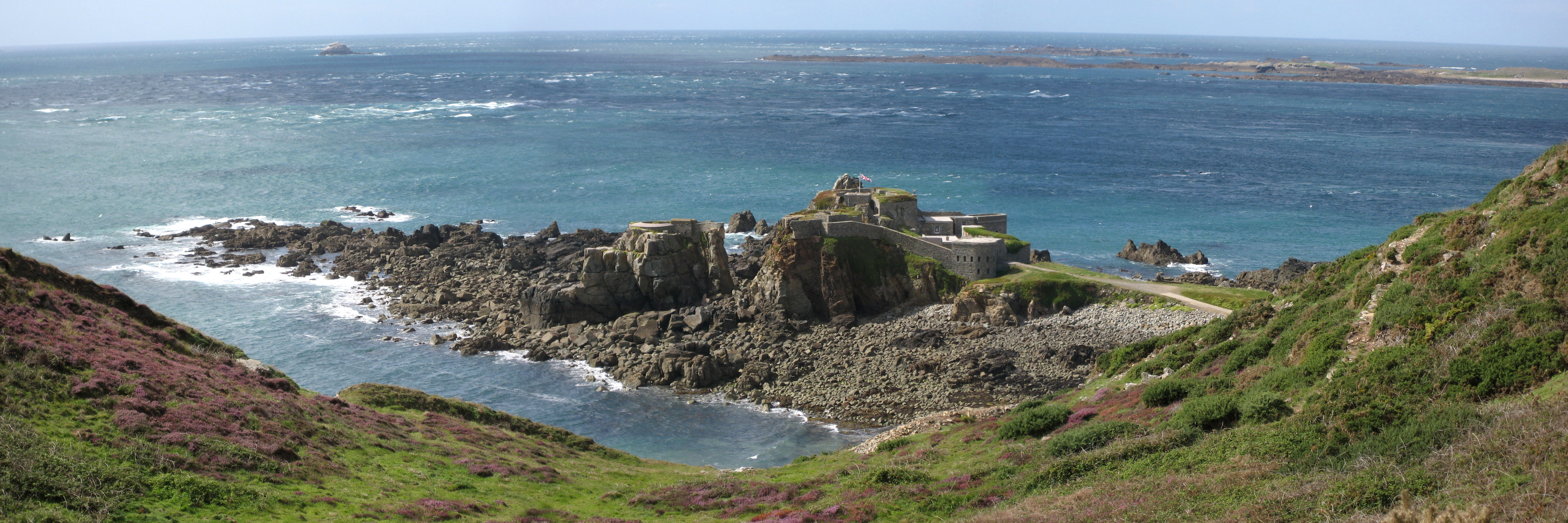
Fort Clonque